# Суленцин-Влосцянський
Суленцин-Влосцянський (пол. Sulęcin Włościański) — село в Польщі, у гміні Старий Люботинь Островського повіту Мазовецького воєводства.
Населення — 291 особа (2011).
У 1975-1998 роках село належало до Остроленцького воєводства.

## Демографія
Демографічна структура станом на 31 березня 2011 року:
|          | Загалом | Допрацездатний вік | Працездатний вік | Постпрацездатний вік |
| -------- | ------- | ------------------ | ---------------- | -------------------- |
| Чоловіки | 145     | 21                 | 104              | 20                   |
| Жінки    | 146     | 34                 | 74               | 38                   |
| Разом    | 291     | 55                 | 178              | 58                   |